# Dmitri Gúsev
Dmitri Gúsev –en ruso, Дмитрий Гусев– (Moscú, 6 de septiembre de 1994) es un deportista ruso que compite en esgrima, especialista en la modalidad de espada. En los Juegos Europeos de Bakú 2015 obtuvo una medalla de plata en la prueba por equipos.

## Palmarés internacional
| Juegos Europeos | Juegos Europeos   | Juegos Europeos  | Juegos Europeos    |
| Año             | Lugar             | Medalla          | Prueba             |
| --------------- | ----------------- | ---------------- | ------------------ |
| 2015            | Bakú (Azerbaiyán) | Medalla de plata | Espada por equipos |